# Gbozounmè
Gbozounmè ist ein Arrondissement im Departement Ouémé im westafrikanischen Staat Benin. Es ist eine Verwaltungseinheit, die der Gerichtsbarkeit der Kommune Avrankou untersteht.

## Demografie und Verwaltung
Gemäß der Volkszählung 2013 des beninischen Statistikamtes INSAE hatte das Arrondissement 9949 Einwohner, davon waren 4886 männlich und 5063 weiblich.
Von den 59 Dörfern und Quartieren der Kommune Avrankou entfallen fünf auf Gbozounmè:
1. Agamadin
2. Agbomassè
3. Gbozounmè
4. Houngon-Djinon
5. Séligon